# Lecane sinuata
Lecane sinuata is een raderdiertjessoort uit de familie Lecanidae. De wetenschappelijke naam van deze soort is voor het eerst geldig gepubliceerd in 1938 door Hauer.